# Viljandi (hạt)
Hạt Viljandi (tiếng Estonia: Viljandi maakond hoặc Viljandimaa, tiếng Đức: Kreis Fellin), là một trong 15 hạt ở Estonia. Nó nằm ở phía nam Estonia tiếp giáp với các hạt Pärnu, Järva, Jõgeva, Tartu, Valga và vùng Vidzeme của Latvia. Năm 2009 hạt Viljandi có dân số 55.657 – chiếm 4,2% tổng dân số của Estonia.

## Các khu tự quản
Hạt được chia thành các khu tự quản. Có 3 khu đô thị tự quản và 9 khu nông thôn tự quản ở hạt Viljandi.
Các khu đô thị tự quản:
- Mõisaküla
- Viljandi
- Võhma

Các khu nông thôn tự quản:

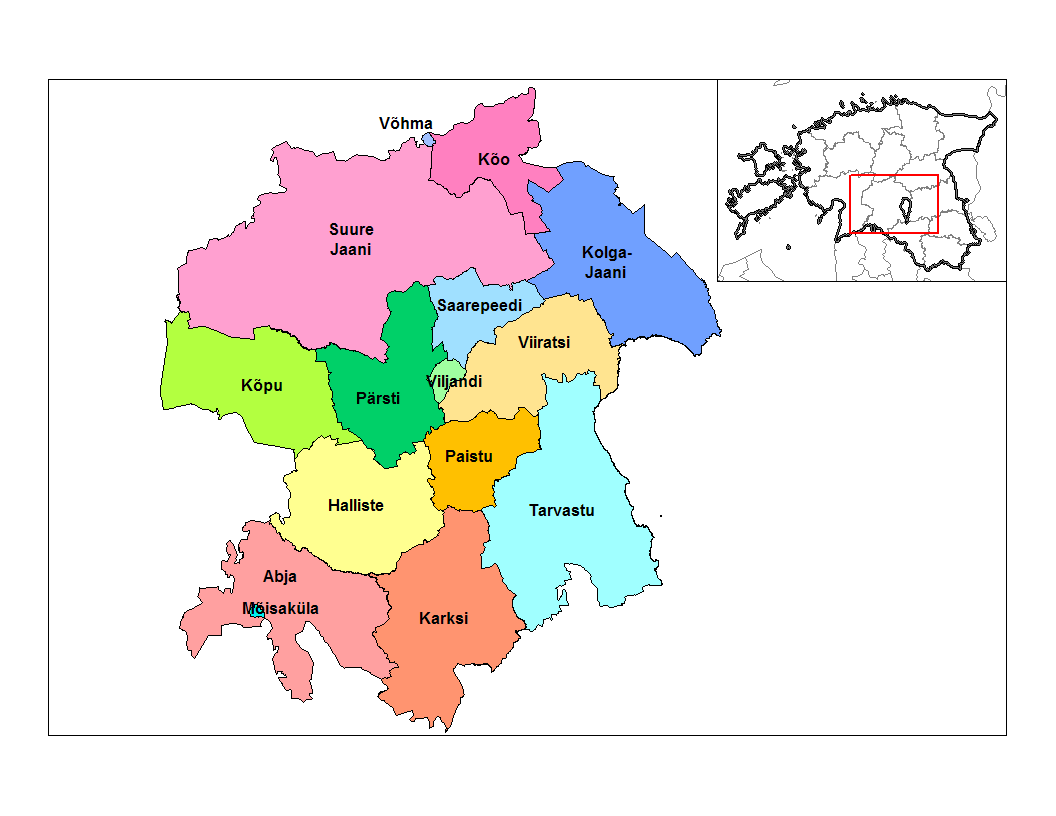
Các khu tự quản của hạt Viljandi

- Abja Parish (bao gồm làng Abja-Paluoja)
- Halliste Parish
- Karksi Parish (bao gồm thị xã Karksi-Nuia)
- Kolga-Jaani Parish
- Kõo Parish
- Kõpu Parish
- Suure-Jaani Parish (bao gồm thị xã Suure-Jaani)
- Tarvastu Parish
- Viljandi Parish

## Hình ảnh

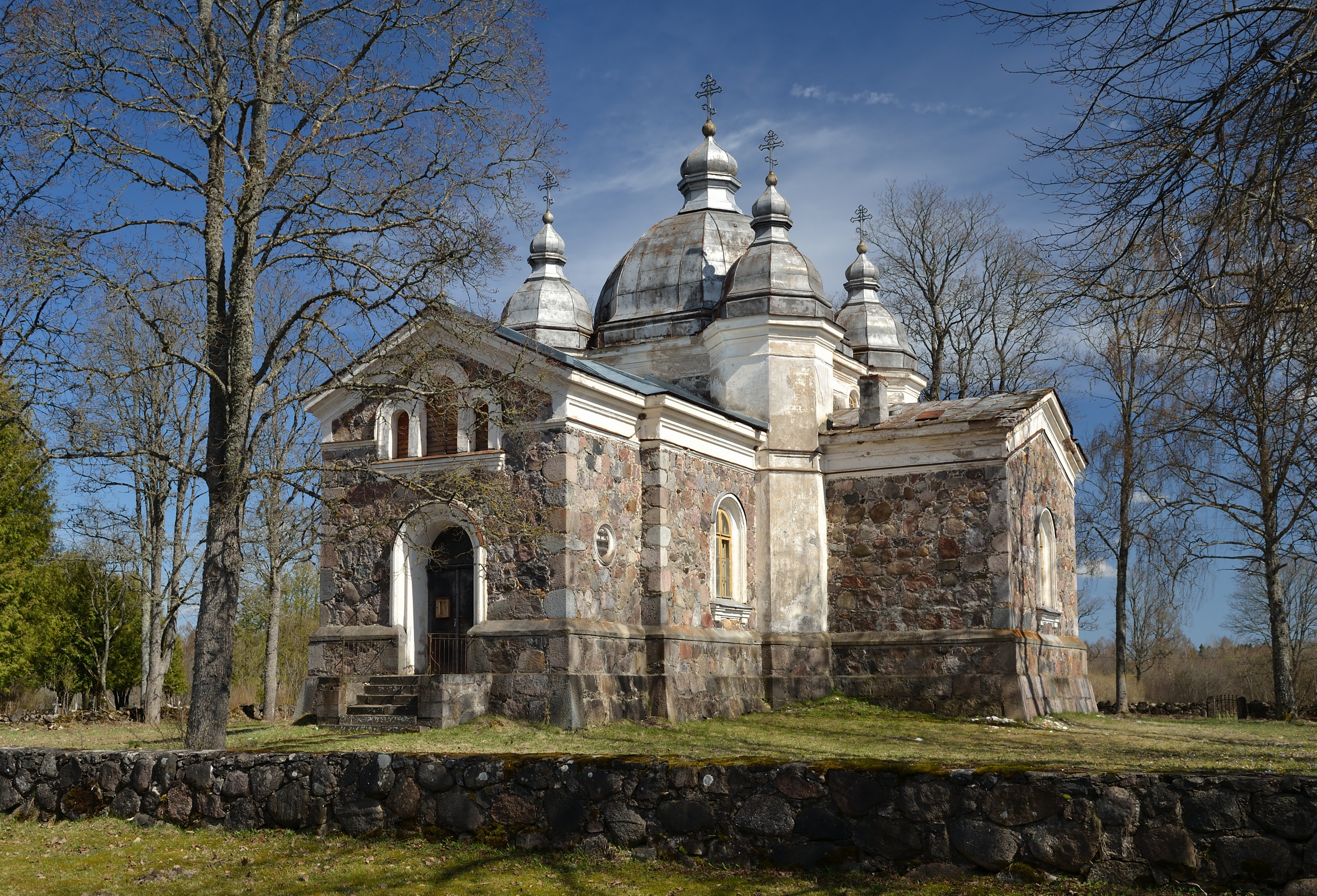
Nhà thờ Arussaare xây năm 1873
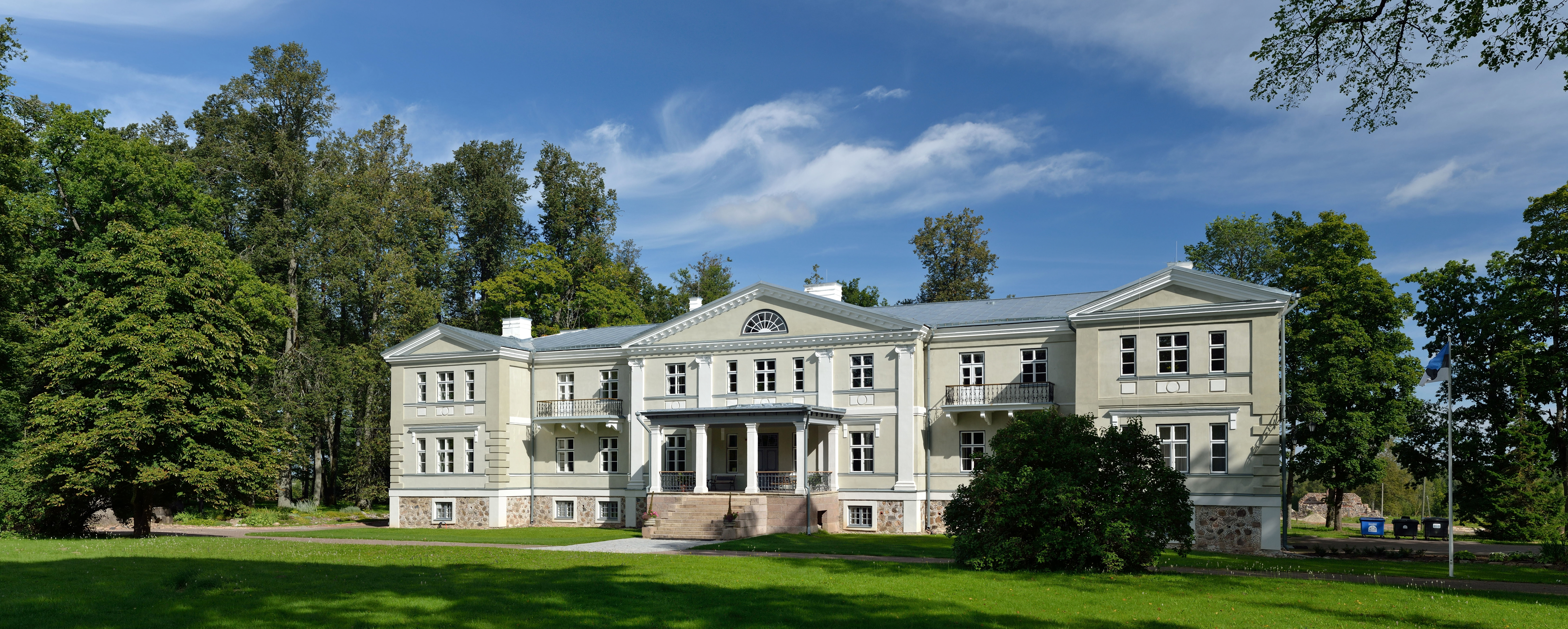
Biệt tự Suure-Kõpu
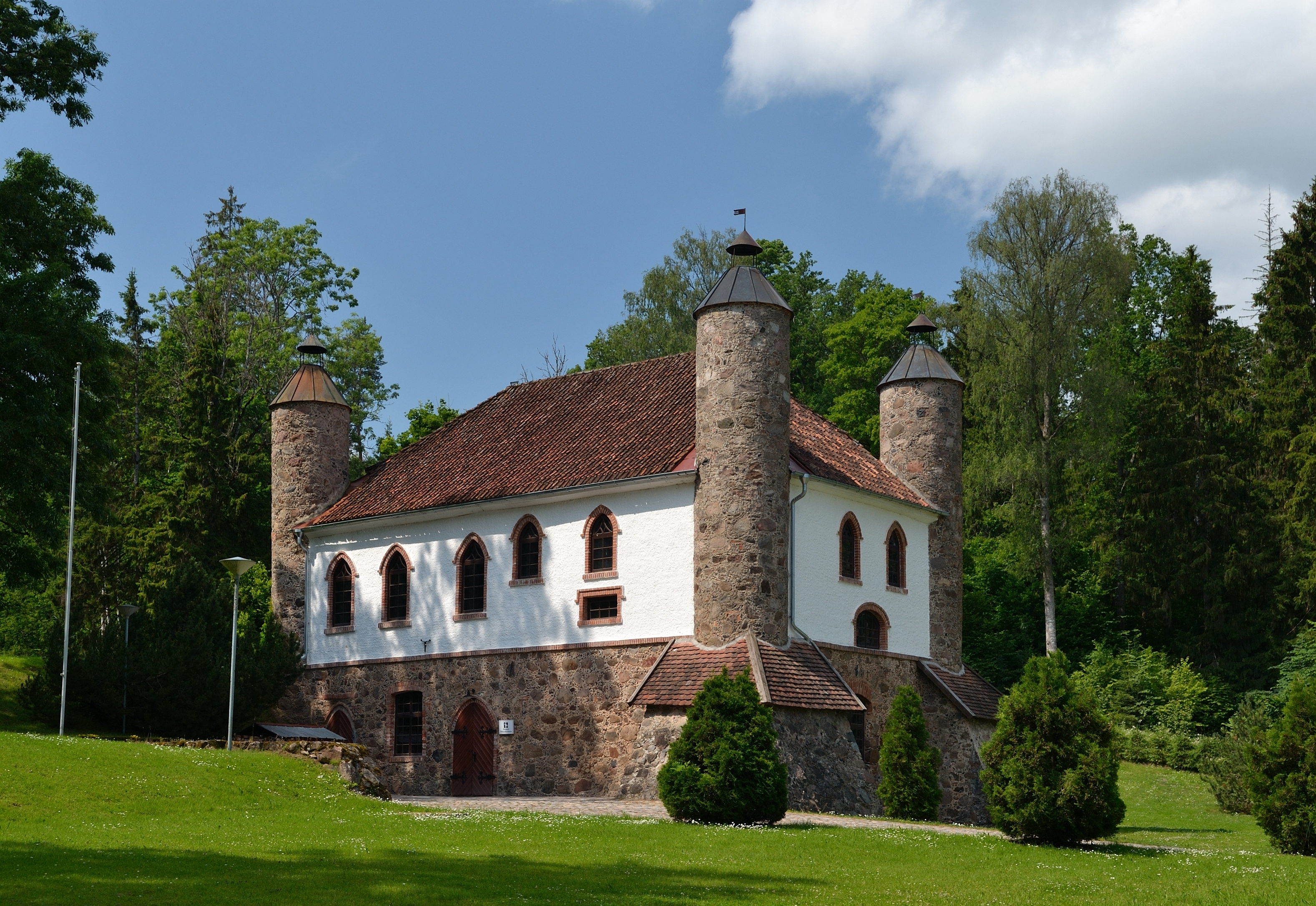
Bếp biệt thự Heimtali
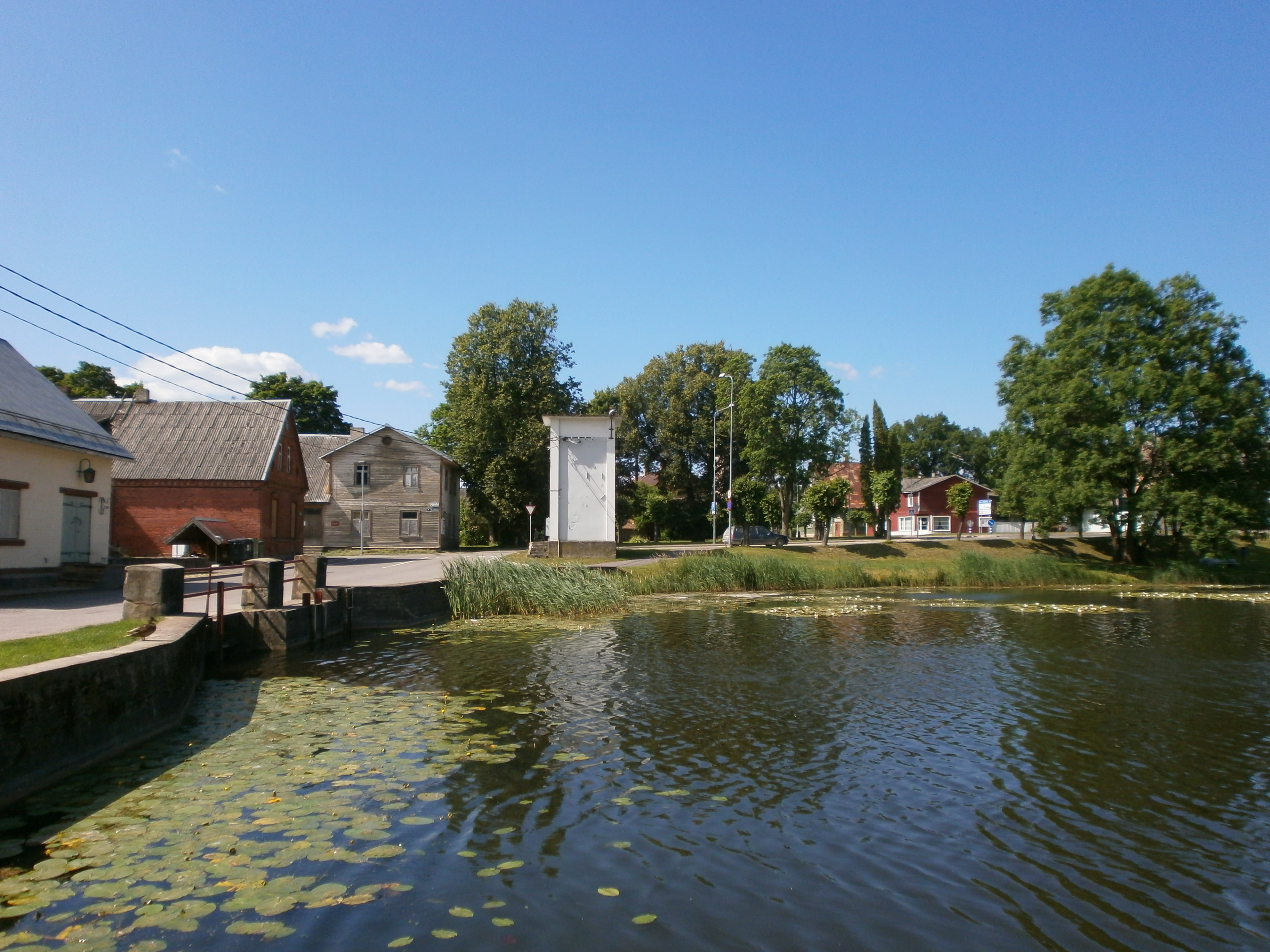
Hồ chứa trong thị xãSuure-Jaani
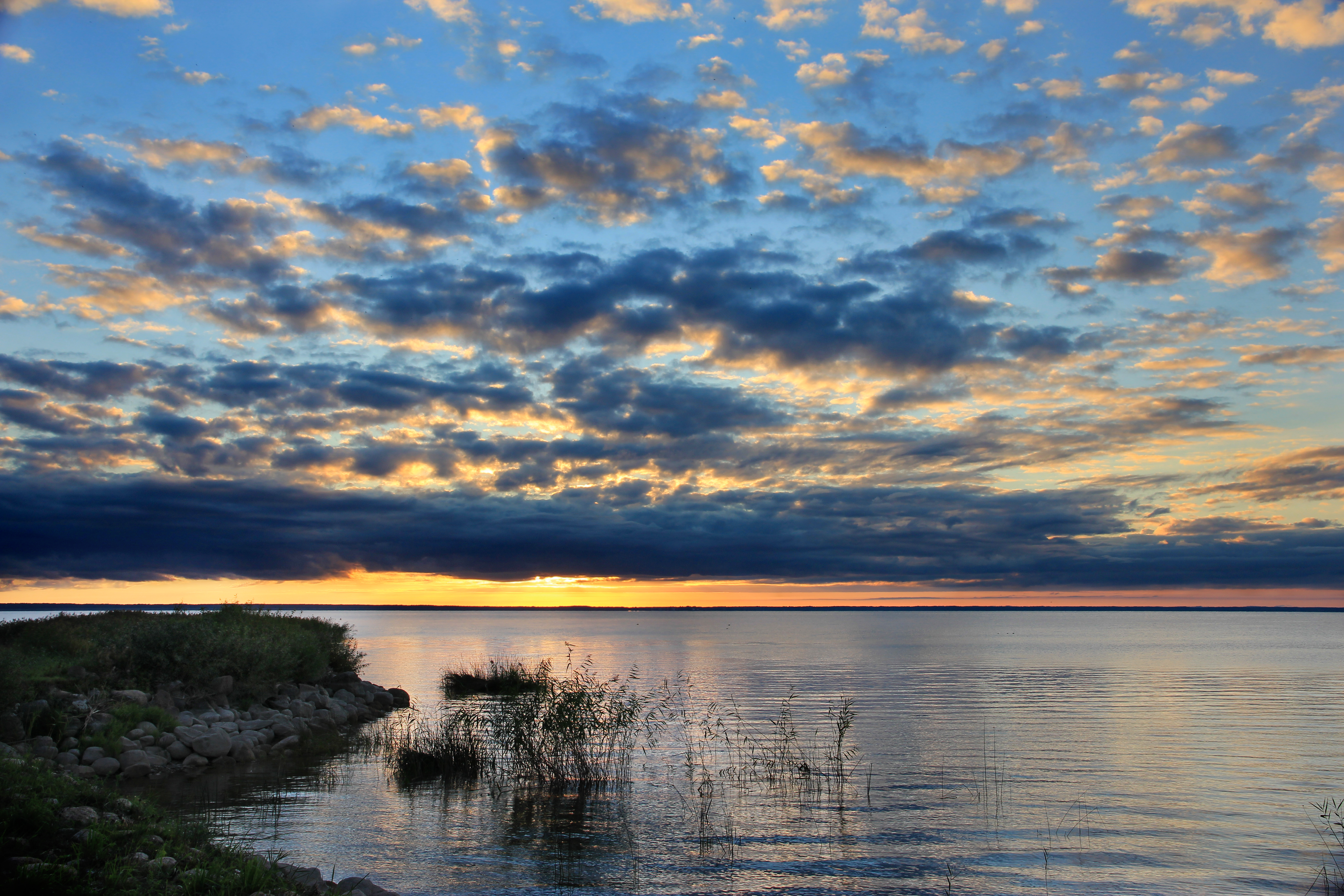
Hồ Võrtsjärv
Tàn tích Lâu đài Viljandi
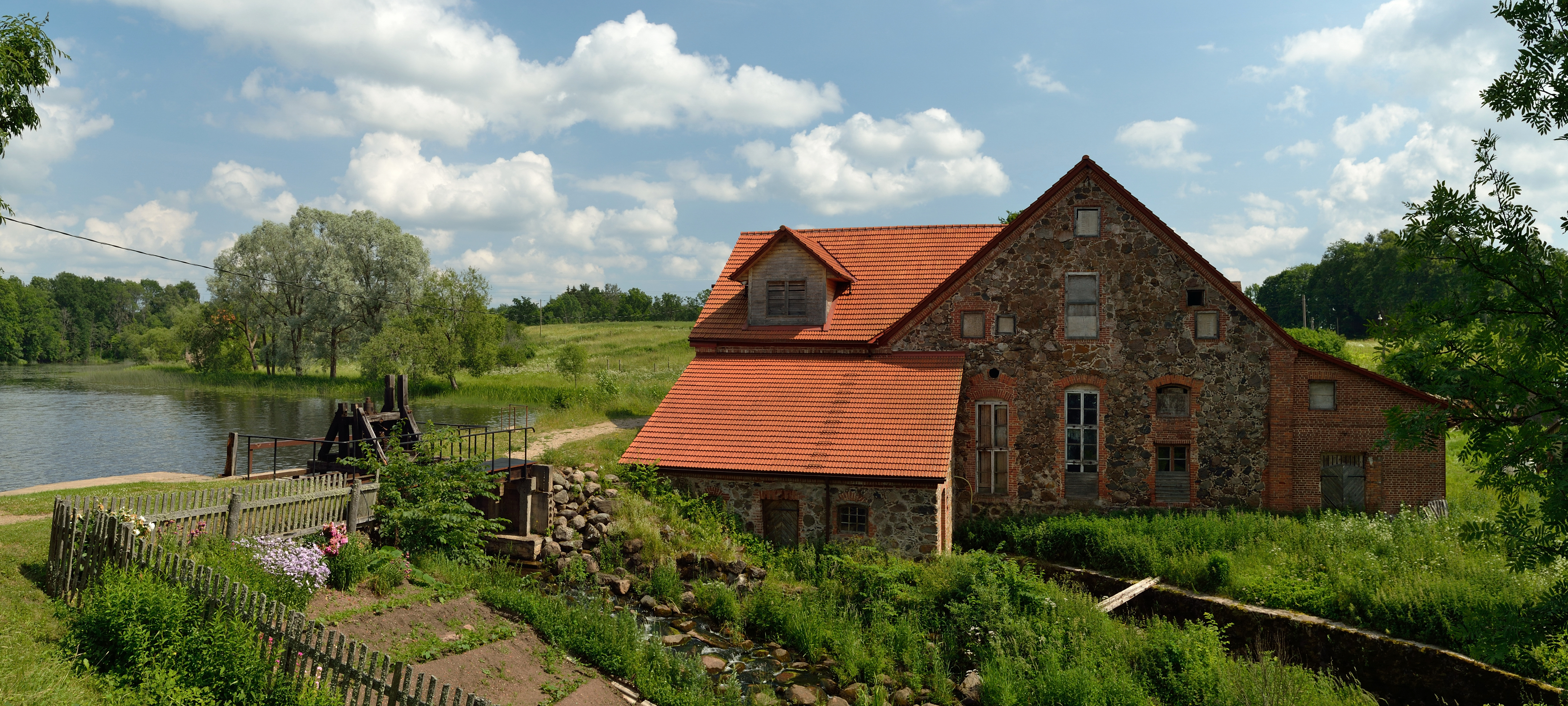
Õisu
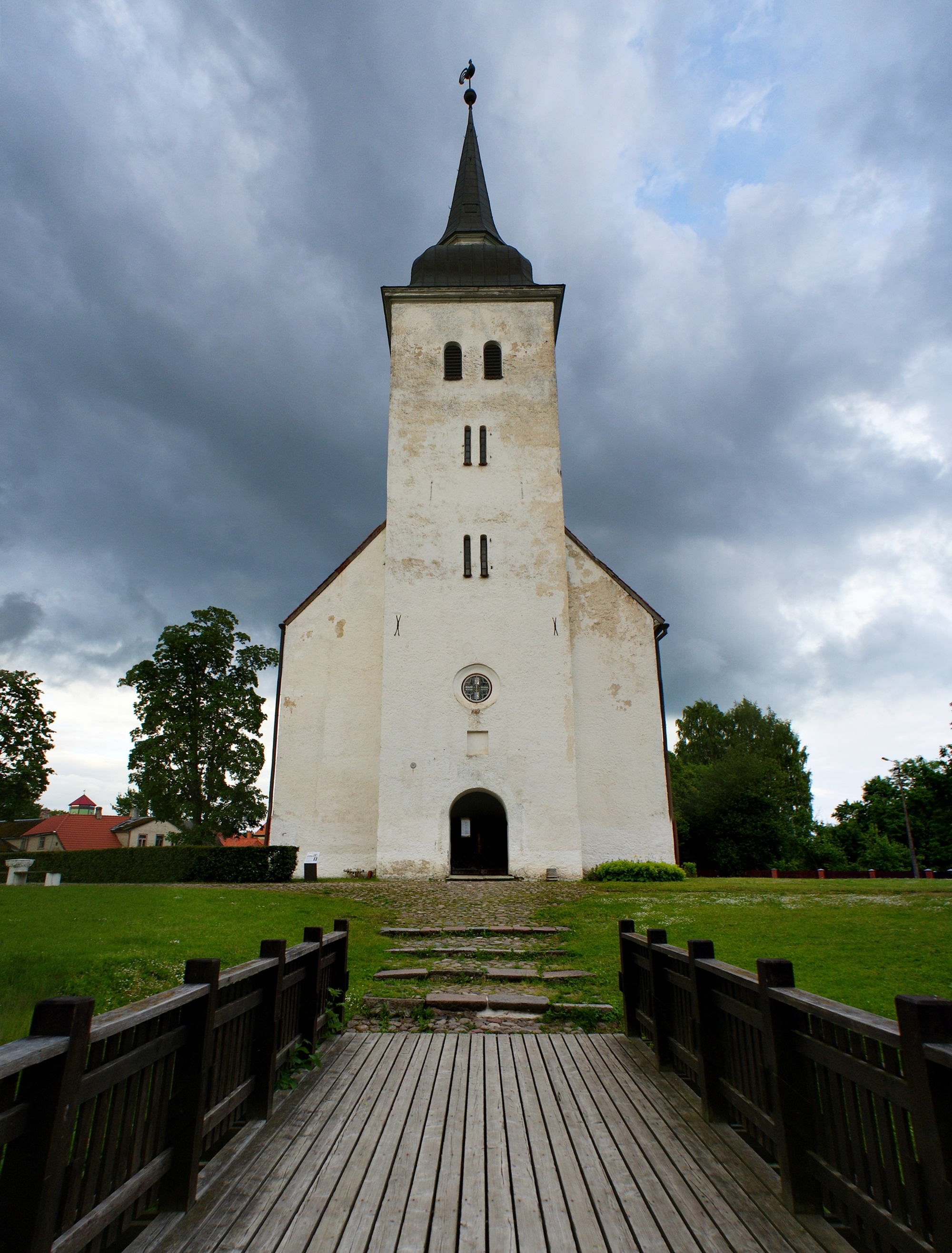
Nhà thờ ở Viljandi